# Посадник

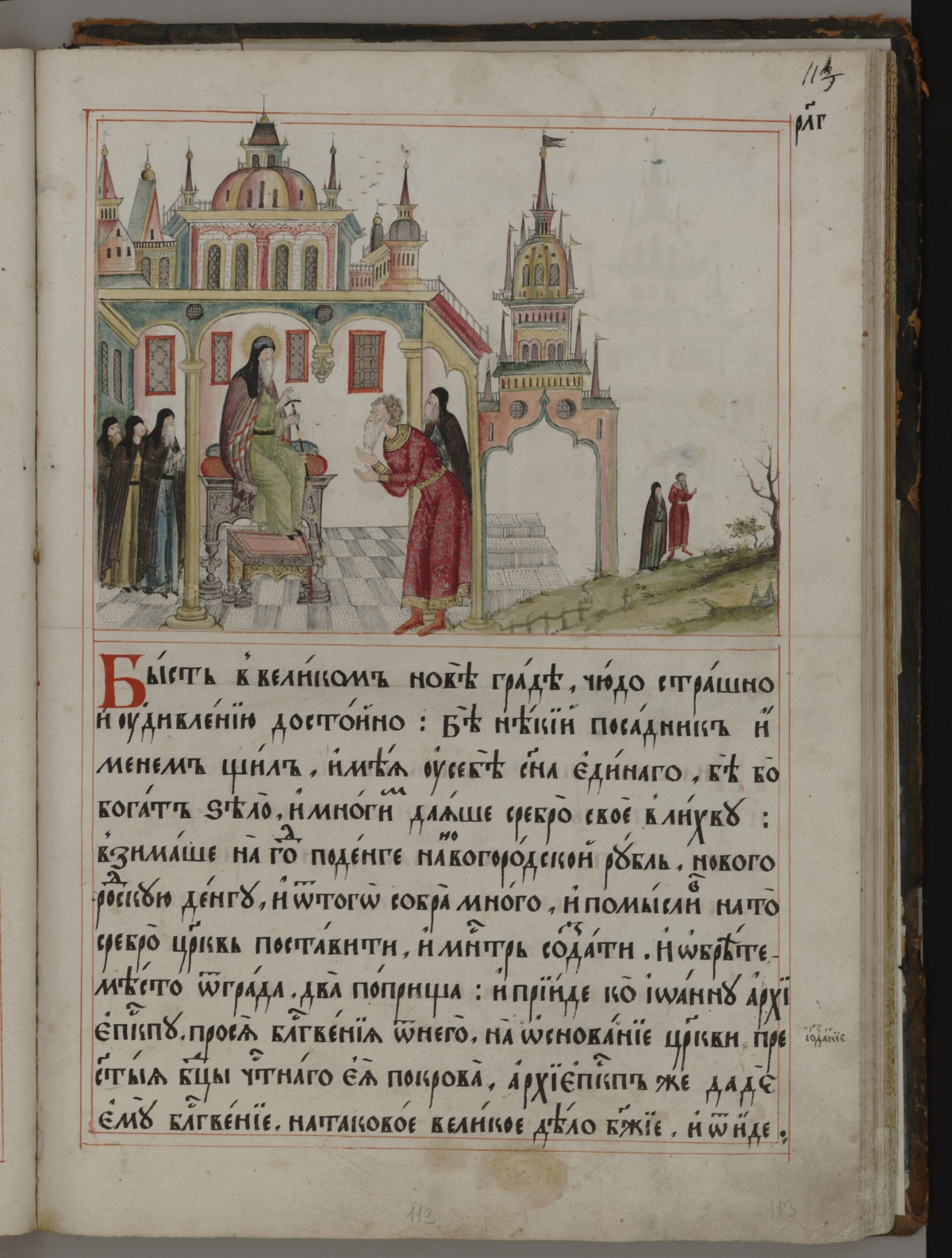
Посадник Щил испрашивает благословение у архиепископа Иоанна на построение церкви. «Повесть о посаднике Щиле».

Поса́дник — должность, глава города, «посаженный» (назначенный) князем (первоначально, затем вечем), в землях, входивших в состав Древнерусского государства.
В других источниках указано что Посадник, в древней Руси должностное лицо, имевшее значение княжеского наместника, завладевая каким-либо городом или краем, князь выражал своё право на вновь присоединённый округ тем, что оставлял там посадника. В начале XII столетия эта должность стала выборной в некоторых краях Руси (в Новгороде во второй половине XII столетия). Посадник подчинялся народному вечу и контролировал власть князя, ведал посадским войском, охраной правопорядка, судом, подписанием дипломатических договоров. Посадники, как и цари и царицы, князья и княгини, святители, бояре, боярыни, житые люди и крестьяне носили перстни или кольца, которые составляли в старину на Руси необходимую принадлежность мужских и женских украшений.

## Происхождение и значение термина
Такие наместники с титулом мужей, светлых и великих князей, великих бояр и прочих встречаются уже при первых князьях (даже при Рюрике). 
Впервые термин «посадник» упоминается в «Повести временных лет» в записи под 977 годом:
В год 6485 (977). Пошёл Ярополк на брата своего Олега в Деревскую землю....Когда Владимир в Новгороде услышал, что Ярополк убил Олега, то испугался и бежал за море. А Ярополк посадил своих посадников в Новгороде и владел один Русскою землёю.
На раннем этапе, например в Новгороде, так называли киевских наместников, присылаемых в город вместо князя, если нужной кандидатуры не находилось.

К таким посадникам относят: Добрыню (980 год, дядю Владимира Святославича), его сына Константина (1018), Остромира. Причём тогда посадниками, в более широком смысле, назывались и Новгородские князья того периода. В летописях эпизод об отказе Ярослава Мудрого платить дань отцу в Киев описан с упоминанием его посадничества:
и тако даяху вси посадници новгородьстии, а Ярослав сего не даяше к Кыеву, отцу своему.
Позднее термин «посадник» стал означать название высшей выборной государственной должности в Новгородской республике (в Новгороде с 1136 года, Пскове с 1308 года) и в Хлынове на Вятке.
В более широком смысле посадниками назывались и князья, которые в ранний период (до XIII века) «сажались» своими старшими родственниками (Великими князьями Киевскими, Смоленскими и так далее) на столы в городах, занимавших подчинённое положение.

## Описание должности
Посадники избирались на вече из представителей знатных боярских семей. В Новгороде по реформе Онцифора Лукинича (1354 год) вместо одного посадника было введено шесть, правивших пожизненно («старые» посадники), из среды которых ежегодно избирался «степенный» посадник. Реформой 1416—1417 годов число посадников было увеличено втрое, а «степенные» посадники стали избираться на полгода.

О происхождении названия «степенный», учёный и митрополит Киевский и Галицкий Евгений (Болховитинов) в 1831 году писал:
Посадники степенные, так названные вероятно потому, что при избрании на Вече возводили и сажали их на возвышенное место со степенями, с коего они и суд производили. Сие можно заключить из двух случаев, упоминаемых в Псковской летописи: „...Псковичи будучи недовольны своим Князем... на Вече спихнули его со Степени и выгнали... Присланный в Псков от Великого Князя Московского дъяк...на Вече объявив Указ Велико-Княжеский сел на Степени“
Обычай избирать посадника начал действовать в Новгороде после смерти Владимира Мономаха, когда, по летописи, в 1125 году «посадиша на столе Всеволода новгородци». После, выбор посадника стал постоянным правом, которым очень дорожили новгородцы. Важна перемена в самом характере этой должности, происшедшая вследствие того, что она давалась не на княжеском дворе, а на вечевой площади, так как из представителя и блюстителя интересов князя перед Новгородом, посадник превратился в представителя и блюстителя интересов Новгорода перед князем.
После подчинения Новгородской республики Великому княжеству Московскому в 1478 году выборы посадников в Новгороде были упразднены, также как и вече, а вечевые колокола сняты и отвезены в Москву. Позднее тоже произошло в Хлынове (1490) и в Пскове (1510).
В Псковской республике с 1308 года по 1510 год известно 78 посадников. До 1348 года они назначались из Новгорода, затем Пскову была предоставлена автономия при выборе посадников.